# Petar Šimić
Petar Šimić (Spalato, 24 novembre 1986) è un ex calciatore croato, di ruolo difensore.

## Palmarès

### Competizioni nazionali
- Druga hrvatska nogometna liga: 1

RNK Spalato: 2009-2010